# Тварини Рівненської області, занесені до Червоної книги України
Список тварин Рівненської області, занесених до Червоної книги України.

## Статистика
До списку входить 85 видів тварин, з них:
- Кишковопорожнинних — 0;
- Круглих червів — 0;
- Кільчастих червів 1;
- Членистоногих — 28;
- Молюсків — 0;
- Хордових — 56.

Серед них за природоохоронним статусом: 
- Вразливих — 32;
- Рідкісних — 31;
- Недостатньо відомих  — 1;
- Неоцінених — 5;
- Зникаючих — 16;
- Зниклих у природі — 0;
- Зниклих — 0.

## Список видів
| № п/п | Українська назва виду             | Латинська назва виду      | Природоохоронний статус | Тип             |
| ----- | --------------------------------- | ------------------------- | ----------------------- | --------------- |
| 1     | Баранець великий (дупель)         | Gallinago media           | Зникаючий               | Хордові         |
| 2     | Бистрянка російська               | Alburnoides rossicus      | Зникаючий               | Хордові         |
| 3     | Бражник мертва голова             | Acherontia atropos        | Рідкісний               | Членистоногі    |
| 4     | Бражник прозерпіна                | Proserpinus proserpina    | Рідкісний               | Членистоногі    |
| 5     | Ведмедиця велика                  | Pericallia matronula      | Вразливий               | Членистоногі    |
| 6     | Ведмедиця-господиня               | Callimorpha dominula      | Вразливий               | Членистоногі    |
| 7     | Вечірниця руда                    | Nyctalus noctula          | Вразливий               | Хордові         |
| 8     | Видра річкова                     | Lutra lutra               | Неоцінений              | Хордові         |
| 9     | Вусач великий дубовий             | Cerambyx cerdo            | Вразливий               | Членистоногі    |
| 10    | Вусач мускусний                   | Aromia moschata           | Вразливий               | Членистоногі    |
| 11    | Вухань звичайний                  | Plecotus auritus          | Вразливий               | Хордові         |
| 12    | Глушець (глухар)                  | Tetrao urogallus          | Зникаючий               | Хордові         |
| 13    | Гоголь                            | Bucephala clangula        | Рідкісний               | Хордові         |
| 14    | Голуб-синяк                       | Columba oenas             | Вразливий               | Хордові         |
| 15    | Горностай                         | Mustela erminea           | Неоцінений              | Хордові         |
| 16    | Джміль моховий                    | Bombus muscorum           | Рідкісний               | Членистоногі    |
| 17    | Джміль червонуватий               | Bombus ruderatus          | Рідкісний               | Членистоногі    |
| 18    | Дозорець-імператор                | Anax imperator            | Вразливий               | Членистоногі    |
| 19    | Доліхомітус головастий            | Dolichomitus cephalotes   | Рідкісний               | Членистоногі    |
| 20    | Дятел білоспинний                 | Dendrocopos leucotos      | Рідкісний               | Хордові         |
| 21    | Ендроміс березовий                | Endromis versicolora      | Вразливий               | Членистоногі    |
| 22    | Жовна зелена (дятел зелений)      | Picus viridis             | Вразливий               | Хордові         |
| 23    | Жовтюх торфовищний                | Colias palaeno            | Зникаючий               | Членистоногі    |
| 24    | Жук-олень, рогач звичайний        | Lucanus cervus            | Рідкісний               | Членистоногі    |
| 25    | Журавель сірий                    | Grus grus                 | Рідкісний               | Хордові         |
| 26    | Заєць білий                       | Lepus timidus             | Рідкісний               | Хордові         |
| 27    | Змієїд                            | Circaetus gallicus        | Рідкісний               | Хордові         |
| 28    | Йорж носар                        | Gymnocephalus acerinus    | Зникаючий               | Хордові         |
| 29    | Кажан північний                   | Eptesicus nilssonii       | Рідкісний               | Хордові         |
| 30    | Кажан пізній                      | Eptesicus serotinus       | Вразливий               | Хордові         |
| 31    | Каптурниця срібна                 | Cucullia argentea         | Рідкісний               | Членистоногі    |
| 32    | Карась звичайний, карась золотий  | Carassius carassius       | Вразливий               | Хордові         |
| 33    | Кошеніль польська                 | Porphyropha polonica      | Недостатньо відомий     | Членистоногі    |
| 34    | Красотіл пахучий                  | Calosoma sycophanta       | Вразливий               | Членистоногі    |
| 35    | Крячок малий                      | Sterna albifrons          | Рідкісний               | Хордові         |
| 36    | Кулик-сорока                      | Haematopus ostralegus     | Вразливий               | Хордові         |
| 37    | Кульон великий (кроншнеп великий) | Numenius arquata          | Зникаючий               | Хордові         |
| 38    | Кутора мала                       | Neomys anomalus           | Рідкісний               | Хордові         |
| 39    | Лелека чорний                     | Ciconia nigra             | Рідкісний               | Хордові         |
| 40    | Лунь лучний                       | Circus pygargus           | Вразливий               | Хордові         |
| 41    | Марена дніпровська                | Barbus borysthenicus      | Зникаючий               | Хордові         |
| 42    | Махаон                            | Papilio machaon           | Вразливий               | Членистоногі    |
| 43    | Мишівка лісова                    | Sicista betulina          | Рідкісний               | Хордові         |
| 44    | Мідянка звичайна                  | Coronella austriaca       | Вразливий               | Хордові         |
| 45    | Мінога українська                 | Eudontomyzon mariae       | Зникаючий               | Хордові         |
| 46    | Мнемозина                         | Parnassius mnemosyne      | Вразливий               | Членистоногі    |
| 47    | Нерозень                          | Anas strepera             | Рідкісний               | Хордові         |
| 48    | Нетопир звичайний                 | Pipistrellus pipistrellus | Вразливий               | Хордові         |
| 49    | Нетопир Натузіуса                 | Pipistrellus nathusii     | Неоцінений              | Хордові         |
| 50    | Нічниця водяна                    | Myotis daubentonii        | Вразливий               | Хордові         |
| 51    | Нічниця Наттерера                 | Myotis nattereri          | Вразливий               | Хордові         |
| 52    | Норка європейська                 | Mustela lutreola          | Зникаючий               | Хордові         |
| 53    | Орлан-білохвіст                   | Haliaeetus albicilla      | Рідкісний               | Хордові         |
| 54    | Орябок                            | Tetrastes bonasia         | Вразливий               | Хордові         |
| 55    | Очеретянка прудка                 | Acrocephalus paludicola   | Зникаючий               | Хордові         |
| 56    | Підорлик великий                  | Aquila clanga             | Рідкісний               | Хордові         |
| 57    | Підорлик малий                    | Aquila pomarina           | Рідкісний               | Хордові         |
| 58    | Пісочник великий (зуйок великий)  | Charadrius hiaticula      | Рідкісний               | Хордові         |
| 59    | Подалірій                         | Iphiclides podalirius     | Вразливий               | Членистоногі    |
| 60    | Пугач                             | Bubo bubo                 | Рідкісний               | Хордові         |
| 61    | П'явка медична                    | Hirudo medicinalis        | Вразливий               | Кільчасті черви |
| 62    | Райдужниця велика                 | Apatura iris              | Вразливий               | Членистоногі    |
| 63    | Рись                              | Lynx lynx                 | Рідкісний               | Хордові         |
| 64    | Ропуха очеретяна                  | Bufo calamita             | Вразливий               | Хордові         |
| 65    | Сатир залізний                    | Hipparchia statilinus     | Рідкісний               | Членистоногі    |
| 66    | Сатурнія мала                     | Eudia pavonia             | Рідкісний               | Членистоногі    |
| 67    | Сиворакша                         | Coracias garrulus         | Зникаючий               | Хордові         |
| 68    | Синиця біла                       | Parus cyanus              | Рідкісний               | Хордові         |
| 69    | Сичик-горобець                    | Glaucidium passerinum     | Вразливий               | Хордові         |
| 70    | Сінниця Геро                      | Coenonympha hero          | Вразливий               | Членистоногі    |
| 71    | Сколія-гігант                     | Megascolia maculata       | Неоцінений              | Членистоногі    |
| 72    | Скопа                             | Pandion haliaetus         | Зникаючий               | Хордові         |
| 73    | Сова бородата                     | Strix nebulosa            | Рідкісний               | Хордові         |
| 74    | Соня садова                       | Eliomys quercinus         | Зникаючий               | Хордові         |
| 75    | Сорокопуд сірий                   | Lanius excubitor          | Рідкісний               | Хордові         |
| 76    | Стрічкарка блакитна               | Catocala fraxini          | Вразливий               | Членистоногі    |
| 77    | Стрічкарка орденська малинова     | Catocala sponsa           | Рідкісний               | Членистоногі    |
| 78    | Стрічкарка тополева               | Limenitis populi          | Вразливий               | Членистоногі    |
| 79    | Тетерук                           | Lyrurus tetrix            | Зникаючий               | Хордові         |
| 80    | Турун Менетріє                    | Carabus menetriesi        | Рідкісний               | Членистоногі    |
| 81    | Тхір лісовий                      | Mustela putorius          | Неоцінений              | Хордові         |
| 82    | Тхір степовий                     | Mustela eversmanni        | Зникаючий               | Хордові         |
| 83    | Чернь білоока                     | Aythya nyroca             | Вразливий               | Хордові         |
| 84    | Шуліка рудий                      | Milvus milvus             | Зникаючий               | Хордові         |
| 85    | Ялець звичайний                   | Leuciscus leuciscus       | Вразливий               | Хордові         |